# Bút tích học
Bút tích học hay khoa học phân tách chữ (graphology) tức là căn cứ vào nét viết, chữ ký để đoán định tâm tính và cuộc đời của con người.

## Lịch sử
Từ những năm 4000 trước Công nguyên, thuộc đời Tam Hoàng Ngũ Đế vua Phục Hy nước Trung Hoa đã biết dùng nét gạch dài và ngắn mà lập ra bát quái để đoán họa phúc, cát hung, suy thạnh của con người. Ở Hy Lạp và Ai Cập cổ đại người ta đã biết dùng chữ viết để đoán tương lai, vận mạng cho con người. Tuy ở phương Đông và phương Tây có khác nhau, nhưng về mặt ý nghĩa là như nhau.
Năm 1622, Camille Baido, quốc tịch Ý có viết một quyển sách về khoa học đoán chữ ký và sau này khoa học này được nhiều người nghiên cứu.

## Học thuyết

### Phân Loại - Thứ - Mẫu
Chúng ta thường sắp xếp các dấu hiệu tìm thấy trong chữ viết thành sáu loại: Cường độ (tốc lực và áp lực); Hình thức; Kích thước; Chiều hướng; Liên tiếp; Bài trí.
Thứ gồm những đặc điểm của mỗi loại. Hiện nay, con người ước chừng có 175 loại khác nhau và số này sẽ tăng thêm khi bút tích học trở lên hoàn chỉnh hơn.
Mẫu tượng trưng cho thư vì nó có một phần tính chất của Thứ.
Ông J.Crépieux - Jamin đã dày công nghiên cứu và lập một bảng thống kê khá chi tiết các Loại, Thứ.

## Phê phán
Mặc dù bút tích học đã có được một số hỗ trợ trong cộng đồng khoa học trước giữa thế kỷ XX, nhưng các nghiên cứu gần đây bác bỏ tính hợp lệ của môn học như một công cụ để đánh giá tính cách và năng suất công việc. Ngày nay, nó được coi là giả khoa học. Bút tích học đã một thời chủ yếu được sử dụng như một công cụ tuyển dụng để sàng lọc các ứng cử viên trong quá trình đánh giá. Nhiều nghiên cứu đã được thực hiện để đánh giá hiệu quả của nó trong việc dự đoán tính cách và hiệu suất công việc. Các nghiên cứu kiểm tra tính hợp lệ của việc sử dụng chữ viết tay để dự đoán các đặc điểm tính cách và hiệu suất công việc gần đây luôn có kết quả âm tính. [
Trong một nghiên cứu năm 1987, các nhà bút tích học đã không thể dự đoán điểm số trong Bảng câu hỏi tính cách Eysenck bằng cách sử dụng các mẫu viết từ cùng một người. Cũng trong nghiên cứu năm 1988, các nhà bút tích học cũng thất bại trong thử nghiệm tương tự với thang Myers-Briggs Một phân tích tổng hợp năm 1982 được rút ra từ hơn 200 nghiên cứu kết luận rằng các nhà bút tích học nói chung không thể dự đoán bất kỳ loại đặc điểm tính cách nào trong bất kỳ bài kiểm tra tính cách nào.
Các thước đo hiệu suất công việc bút tích học đưa ra hầu như không liên quan đến số liệu chữ viết tay của các nhà đồ họa học. Các nhà bút tích học chuyên nghiệp sử dụng phân tích chữ viết tay cũng không hiệu quả như những người giáo dân dự đoán năng suất công việc trong một nghiên cứu năm 1989. Một khảo sát quy mô lớn về chữ viết được tiến hành bởi King và Koehler đã xác nhận hàng chục nghiên cứu cho thấy các khía cạnh hình học của chữ viết (nghiêng, dốc, v.v.) về cơ bản là những dự đoán vô giá trị về năng suất công việc.
Rowan Bayne, một nhà tâm lý học người Anh đã viết nhiều nghiên cứu về môn học, đã tóm tắt quan điểm của ông về sự thu hút của bút tích học: nói thêm rằng nó trên thực tế là "vô dụng... hoàn toàn vô dụng". Hiệp hội Tâm lý học Anh xếp bút tích học cùng với chiêm tinh học, đều có mức độ tin cậy bằng 0.
Môn học cũng bị học giả hoài nghi James Randi xếp là một khoa học giả.